# Lamothe-Capdeville
Pour les articles homonymes, voir Lamothe et Capdeville.
Lamothe-Capdeville est une commune française située dans le centre du département de Tarn-et-Garonne, en région Occitanie.
Sur le plan historique et culturel, la commune est dans le Pays Montalbanais, correspondant à la partie méridionale du Quercy.
Exposée à un climat océanique altéré, elle est drainée par l'Aveyron, le ruisseau de la Tauge et par divers autres petits cours d'eau. La commune possède un patrimoine naturel remarquable : un site Natura 2000 (Les « vallées du Tarn, de l'Aveyron, du Viaur, de l'Agout et du Gijou »), un espace protégé (le « cours de la Garonne, de l'Aveyron, du Viaur et du Tarn ») et trois zones naturelles d'intérêt écologique, faunistique et floristique.
Lamothe-Capdeville est une commune rurale qui compte 1 076 habitants en 2022, après avoir connu une forte hausse de la population depuis 1962.  Elle fait partie de l'aire d'attraction de Montauban. Ses habitants sont appelés les Motacapdevillois ou  Motacapdevilloises.

## Géographie

### Localisation
Lamothe-Capdeville est une commune située au nord de Montauban dans le Sud-Ouest de la France.
De plus, Lamothe-Capdeville fait partie de la communauté d'agglomération de Grand Montauban.

### Communes limitrophes
Les communes limitrophes sont Albias, L'Honor-de-Cos et Montauban.
| L'Honor-de-Cos |                    |        |
|                | Lamothe-Capdeville | Albias |
|                | Montauban          |        |

Au nord-est, la commune de Mirabel n'est qu'à une cinquantaine de mètres du territoire communal.

### Géologie et relief
La superficie de la commune est de 1 192 hectares ; son altitude varie entre 73 et 205 mètres.

### Hydrographie

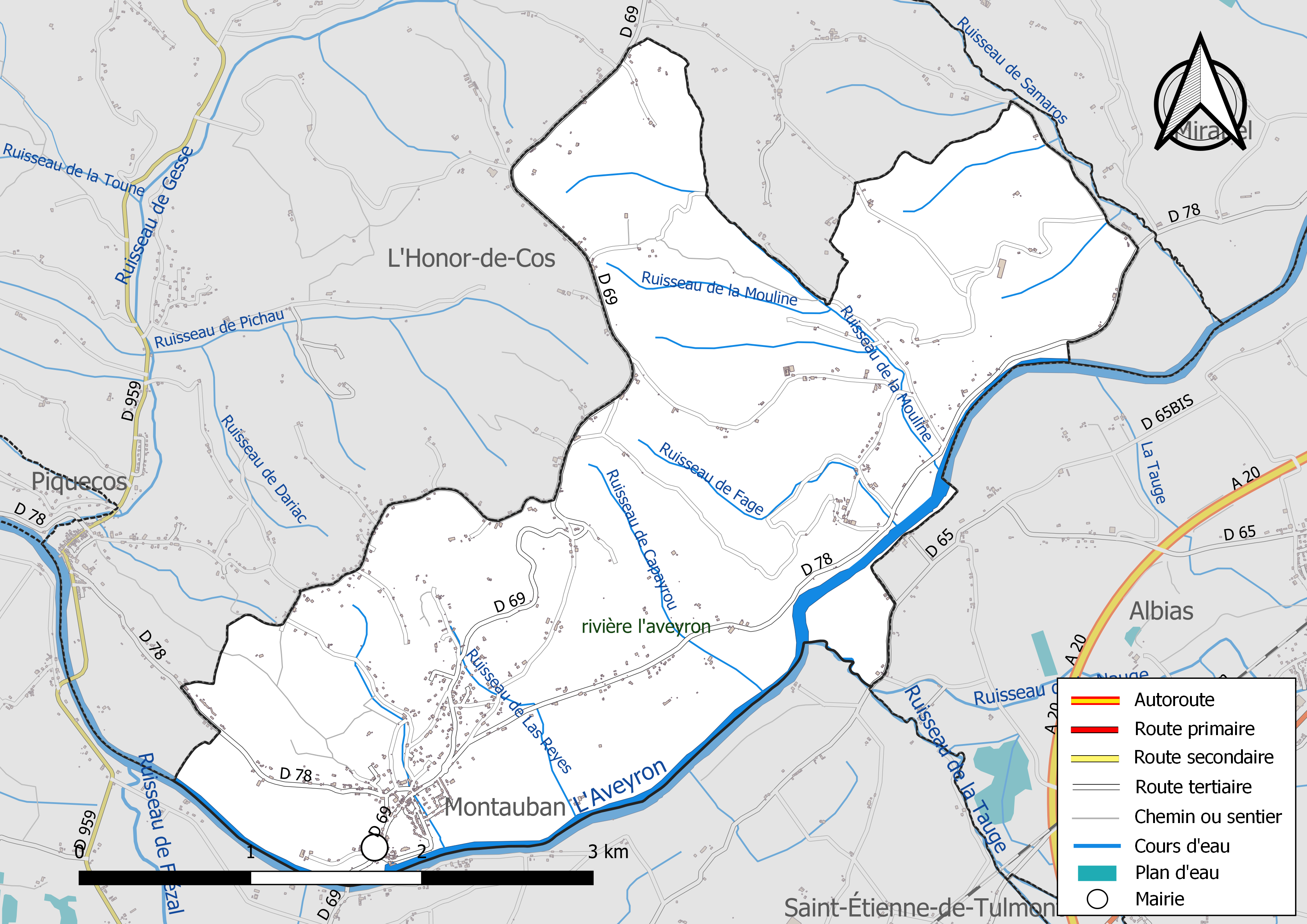
Réseaux hydrographique et routier de Lamothe-Capdeville.

La commune est dans le bassin versant de la Garonne, au sein du bassin hydrographique Adour-Garonne. Elle est drainée par l'Aveyron, le ruisseau de la Tauge, le ruisseau de Capayrou, le ruisseau de Fage, le ruisseau de la Mouline, le ruisseau de la Mouline, le ruisseau de Las Reyes et par divers petits cours d'eau, constituant un réseau hydrographique de 21 km de longueur totale,.
L'Aveyron, d'une longueur totale de 291 km, prend sa source dans la commune de Sévérac d'Aveyron et s'écoule d'est en ouest. Il traverse la commune et se jette dans le Tarn à Barry-d'Islemade, après avoir traversé 60 communes.
Le ruisseau de la Tauge, d'une longueur totale de 19,5 km, prend sa source dans la commune de Monclar-de-Quercy et s'écoule du sud-est vers le nord-ouest. Il se jette dans l'Aveyron sur le territoire communal, après avoir traversé 7 communes.

### Climat
Pour des articles plus généraux, voir Climat de l'Occitanie et Climat de Tarn-et-Garonne.
En 2010, le climat de la commune est de type climat du Bassin du Sud-Ouest, selon une étude du Centre national de la recherche scientifique s'appuyant sur une série de données couvrant la période 1971-2000. En 2020, Météo-France publie une typologie des climats de la France métropolitaine dans laquelle la commune est exposée à un climat océanique altéré et est dans la région climatique Aquitaine, Gascogne, caractérisée par une pluviométrie abondante au printemps, modérée en automne, un faible ensoleillement au printemps, un été chaud (19,5 °C), des vents faibles, des brouillards fréquents en automne et en hiver et des orages fréquents en été (15 à 20 jours).
Pour la période 1971-2000, la température annuelle moyenne est de 13,6 °C, avec une amplitude thermique annuelle de 15,9 °C. Le cumul annuel moyen de précipitations est de 756 mm, avec 10,2 jours de précipitations en janvier et 6,1 jours en juillet. Pour la période 1991-2020, la température moyenne annuelle observée sur la station météorologique de Météo-France la plus proche, « Montauban », sur la commune de Montauban à 6 km à vol d'oiseau, est de 13,9 °C et le cumul annuel moyen de précipitations est de 710,2 mm. 
La température maximale relevée sur cette station est de 42,6 °C, atteinte le 24 août 2023 ; la température minimale est de −20 °C, atteinte le 16 janvier 1985,,.
Les paramètres climatiques de la commune ont été estimés pour le milieu du siècle (2041-2070) selon différents scénarios d'émission de gaz à effet de serre à partir des nouvelles projections climatiques de référence DRIAS-2020. Ils sont consultables sur un site dédié publié par Météo-France en novembre 2022.

### Milieux naturels et biodiversité

#### Espaces protégés
La protection réglementaire est le mode d’intervention le plus fort pour préserver des espaces naturels remarquables et leur biodiversité associée,.
Un  espace protégé est présent sur la commune : 
le « cours de la Garonne, de l'Aveyron, du Viaur et du Tarn », objet d'un arrêté de protection de biotope, d'une superficie de 1 262,3 ha.

#### Réseau Natura 2000

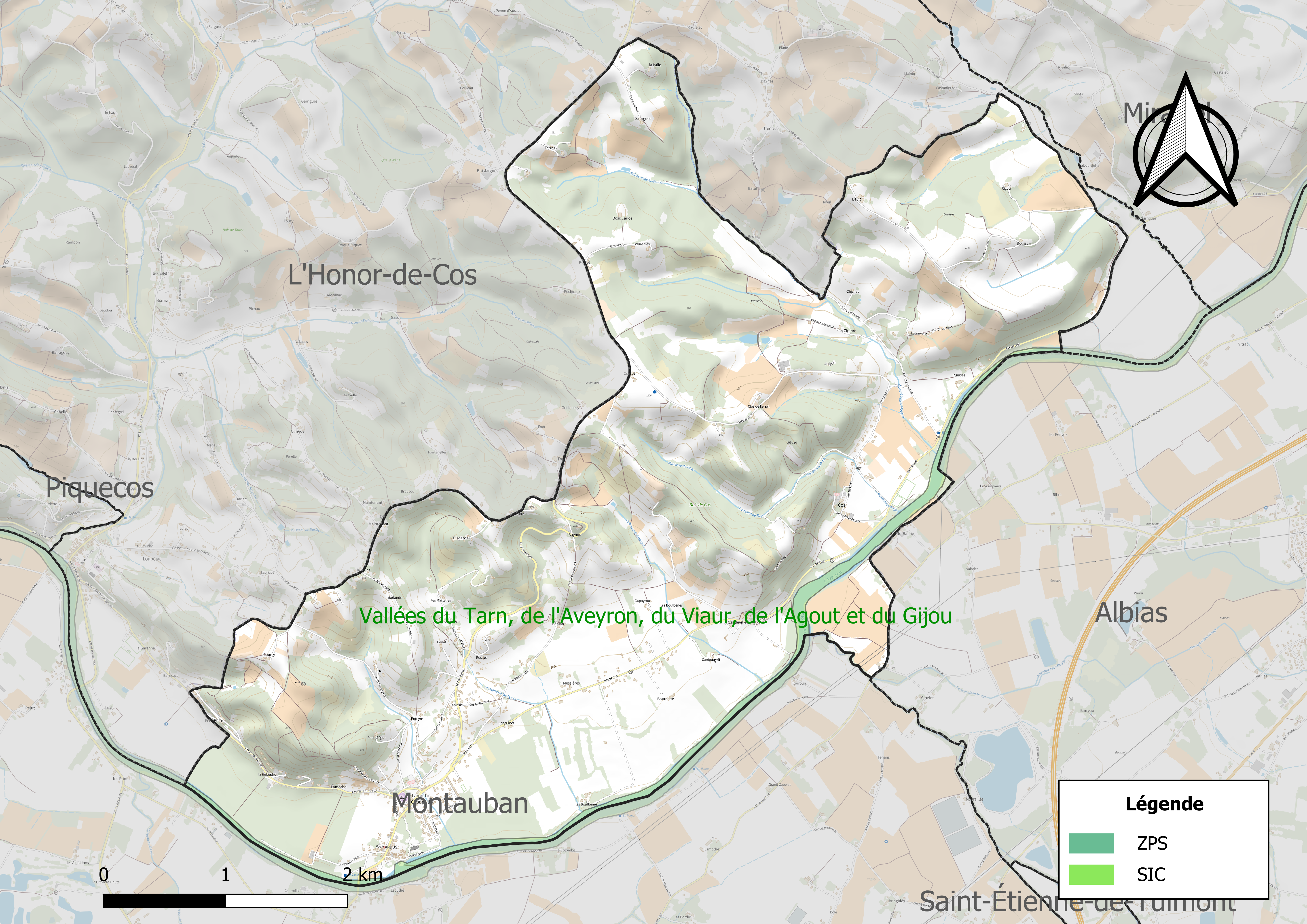
Site Natura 2000 sur le territoire communal.

Le réseau Natura 2000 est un réseau écologique européen de sites naturels d'intérêt écologique élaboré à partir des directives habitats et oiseaux, constitué de zones spéciales de conservation (ZSC) et de zones de protection spéciale (ZPS). 
Un site Natura 2000 a été défini sur la commune au titre de la directive habitats : Les « vallées du Tarn, de l'Aveyron, du Viaur, de l'Agout et du Gijou », d'une superficie de 17 144 ha, s'étendant sur 136 communes dont 41 dans l'Aveyron, 8 en Haute-Garonne, 50 dans le Tarn et 37 dans le Tarn-et-Garonne. Elles présentent une très grande diversité d'habitats et d'espèces dans ce vaste réseau de cours d'eau et de gorges. La présence de la Loutre d'Europe et de la moule perlière d'eau douce est également d'un intérêt majeur.

#### Zones naturelles d'intérêt écologique, faunistique et floristique
L’inventaire des zones naturelles d'intérêt écologique, faunistique et floristique (ZNIEFF) a pour objectif de réaliser une couverture des zones les plus intéressantes sur le plan écologique, essentiellement dans la perspective d’améliorer la connaissance du patrimoine naturel national et de fournir aux différents décideurs un outil d’aide à la prise en compte de l’environnement dans l’aménagement du territoire. 
Deux ZNIEFF de type 1 sont recensées sur la commune :
la « rivière Aveyron » (3 500 ha), couvrant 63 communes dont 38 dans l'Aveyron, cinq dans le Tarn et 20 dans le Tarn-et-Garonne, et 
les « terrasses de Loubajac et de Lamothe Capdeville » (64 ha), couvrant 2 communes du département
et une ZNIEFF de type 2, : 
la « vallée de l' Aveyron » (14 644 ha), couvrant 68 communes dont 41 dans l'Aveyron, cinq dans le Tarn et 22 dans le Tarn-et-Garonne. 

Carte des ZNIEFF de type 1 et 2 à Lamothe-Capdeville.
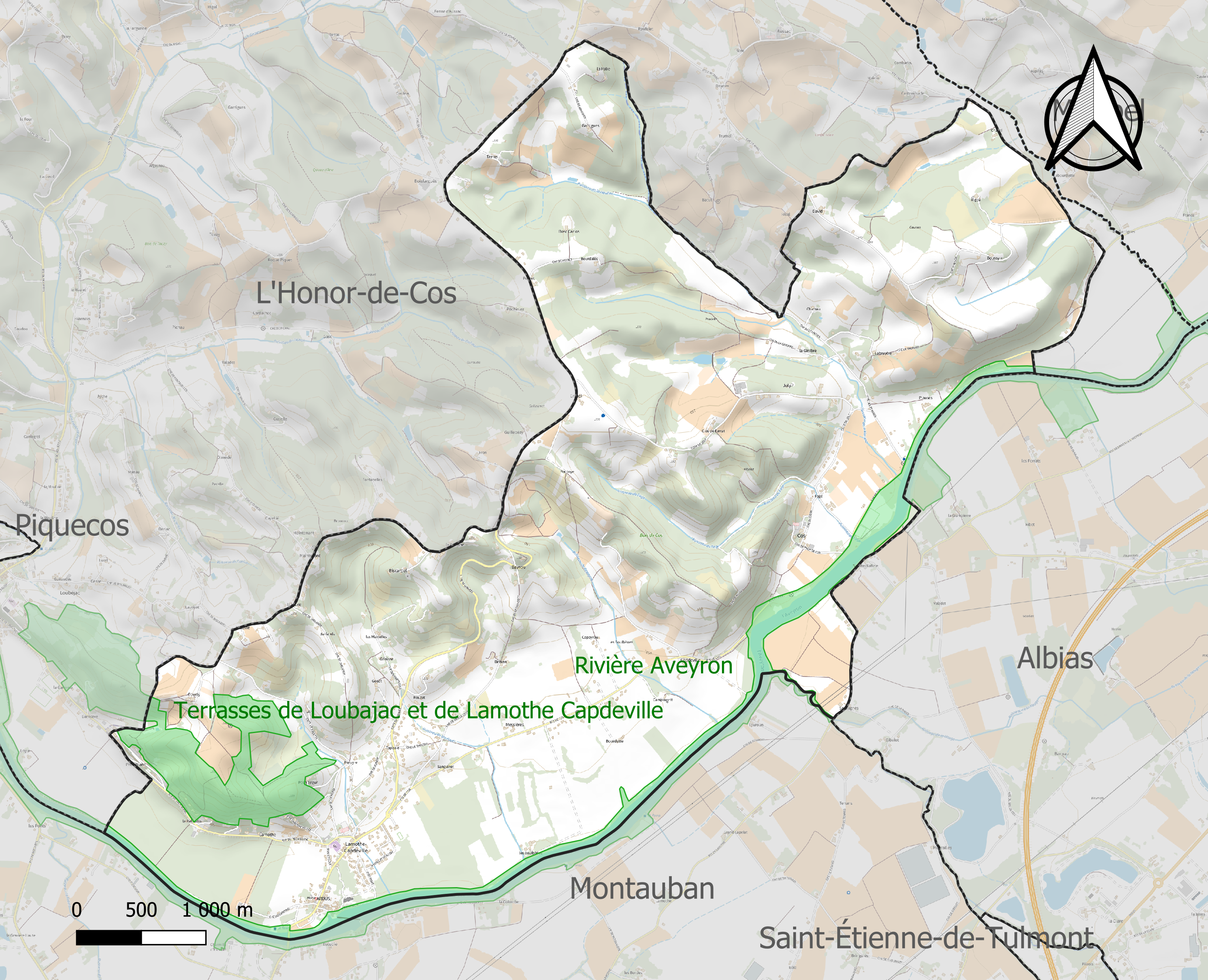
Carte des ZNIEFF de type 1 sur la commune.
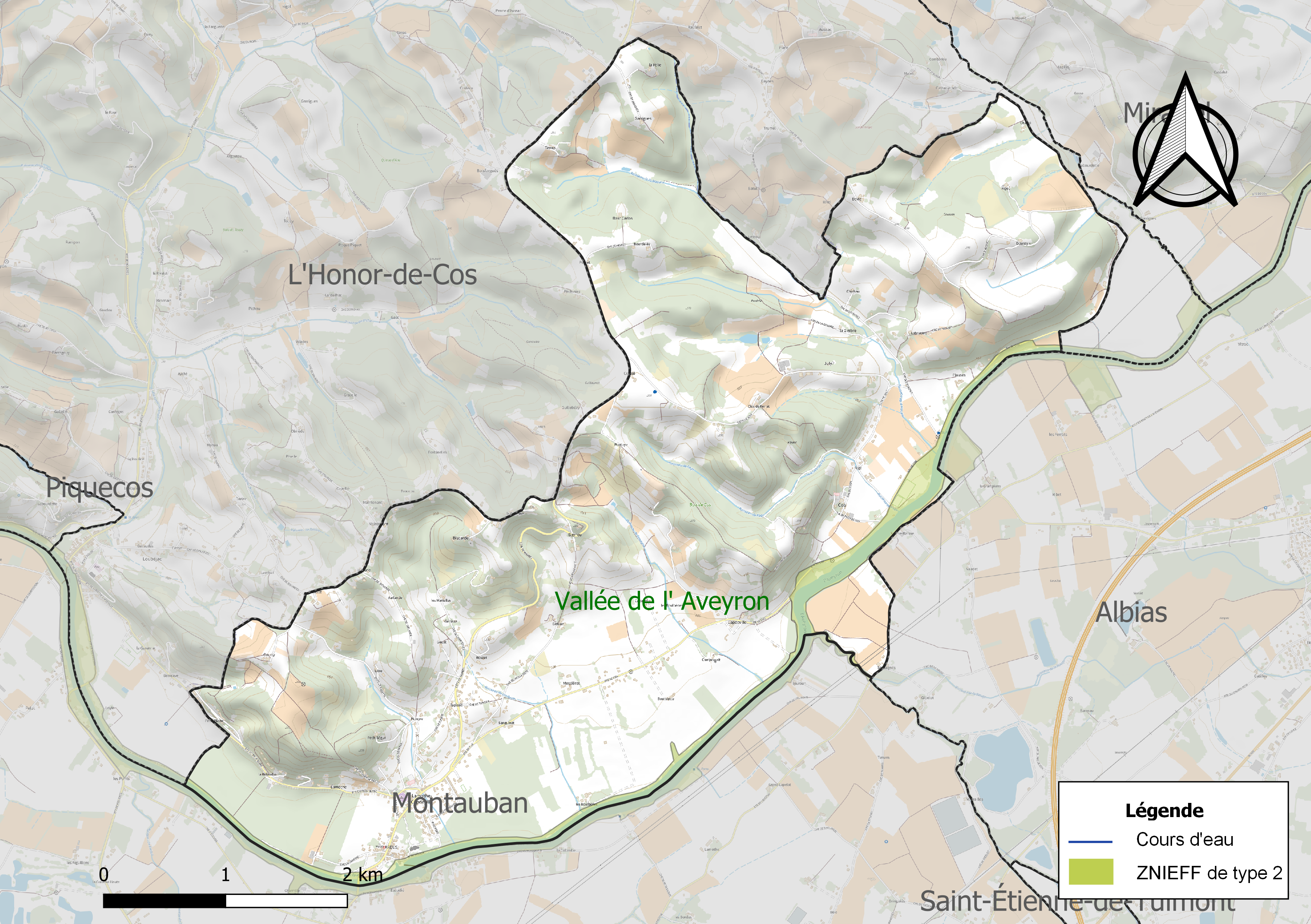
Carte de la ZNIEFF de type 2 sur la commune.

## Urbanisme

### Typologie
Au 1er janvier 2024, Lamothe-Capdeville est catégorisée commune rurale à habitat dispersé, selon la nouvelle grille communale de densité à sept niveaux définie par l'Insee en 2022.
Elle est située hors unité urbaine. Par ailleurs la commune fait partie de l'aire d'attraction de Montauban, dont elle est une commune de la couronne,. Cette aire, qui regroupe 50 communes, est catégorisée dans les aires de 50 000 à moins de 200 000 habitants,.

### Occupation des sols
L'occupation des sols de la commune, telle qu'elle ressort de la base de données européenne d’occupation biophysique des sols Corine Land Cover (CLC), est marquée par l'importance des territoires agricoles (74,1 % en 2018), en diminution par rapport à 1990 (79 %). La répartition détaillée en 2018 est la suivante : 
zones agricoles hétérogènes (60,9 %), forêts (21 %), terres arables (8,7 %), zones urbanisées (4,9 %), cultures permanentes (4,5 %). L'évolution de l’occupation des sols de la commune et de ses infrastructures peut être observée sur les différentes représentations cartographiques du territoire : la carte de Cassini (XVIIIe siècle), la carte d'état-major (1820-1866) et les cartes ou photos aériennes de l'IGN pour la période actuelle (1950 à aujourd'hui).

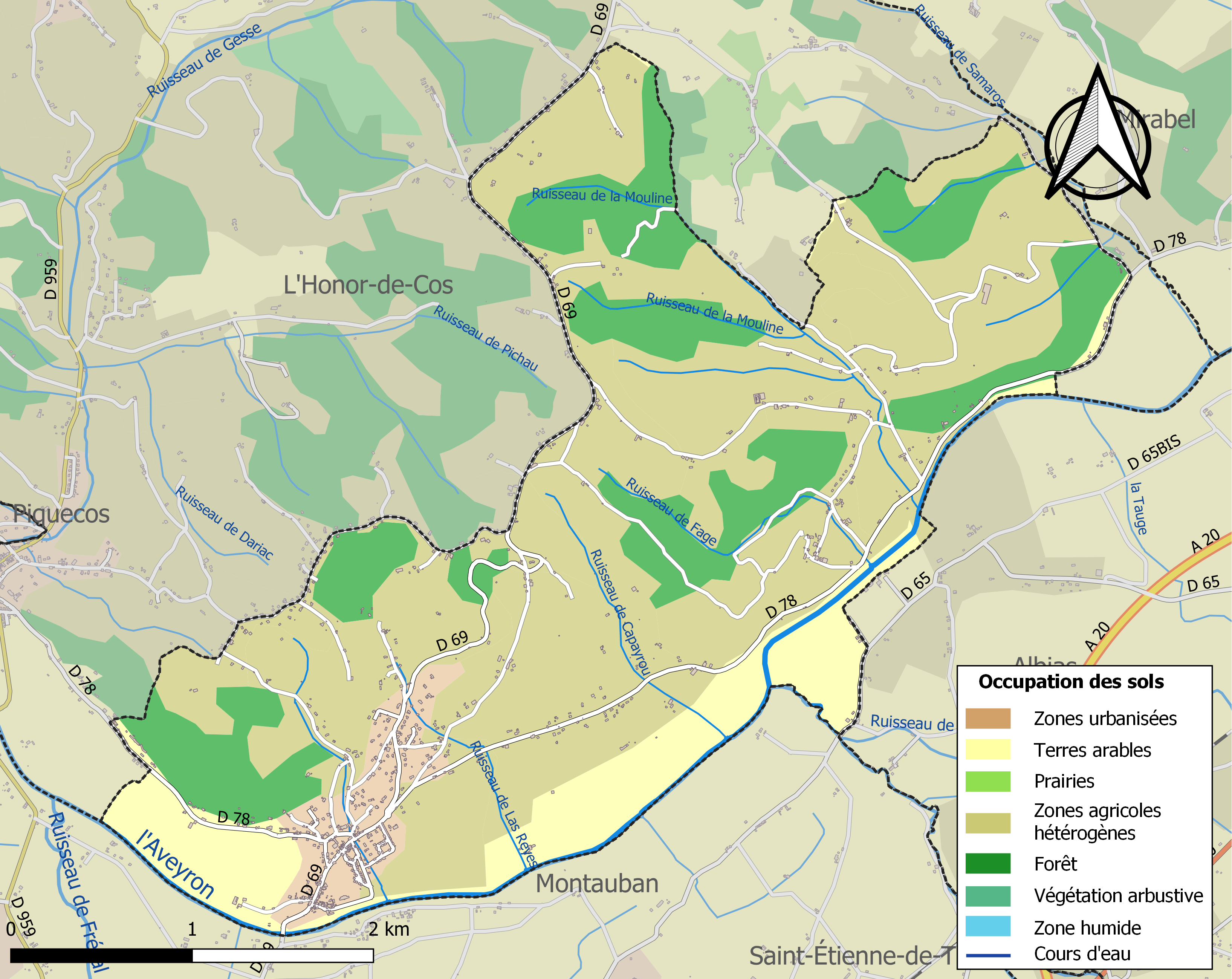
Carte des infrastructures et de l'occupation des sols de la commune en 2018 (CLC).

### Voies de communication et transports
La commune est desservie par la ligne 34 du réseau TM Transports Montalbanais, ainsi que par le TAD Zone 3.

### Risques majeurs
Le territoire de la commune de Lamothe-Capdeville est vulnérable à différents aléas naturels : météorologiques (tempête, orage, neige, grand froid, canicule ou sécheresse), inondations, feux de forêts, mouvements de terrains et séisme (sismicité très faible). Il est également exposé à deux risques technologiques,  le transport de matières dangereuses et la rupture d'un barrage. Un site publié par le BRGM permet d'évaluer simplement et rapidement les risques d'un bien localisé soit par son adresse soit par le numéro de sa parcelle.

#### Risques naturels
Certaines parties du territoire communal sont susceptibles d’être affectées par le risque d’inondation par débordement de cours d'eau, notamment l'Aveyron et le ruisseau de la Tauge. La cartographie des zones inondables en ex-Midi-Pyrénées réalisée dans le cadre du XIe Contrat de plan État-région, visant à informer les citoyens et les décideurs sur le risque d’inondation, est accessible sur le site de la DREAL Occitanie. La commune a été reconnue en état de catastrophe naturelle au titre des dommages causés par les inondations et coulées de boue survenues en 1982, 1993, 1999, 2003, 2019 et 2021,.
Lamothe-Capdeville est exposée au risque de feu de forêt du fait de la présence sur son territoire . Le département de Tarn-et-Garonne présentant toutefois globalement un niveau d’aléa moyen à faible très localisé, aucun Plan départemental de protection des forêts contre les risques d’incendie de forêt (PFCIF) n'a été élaboré. Le débroussaillement aux abords des maisons constitue l’une des meilleures protections pour les particuliers contre le feu,.

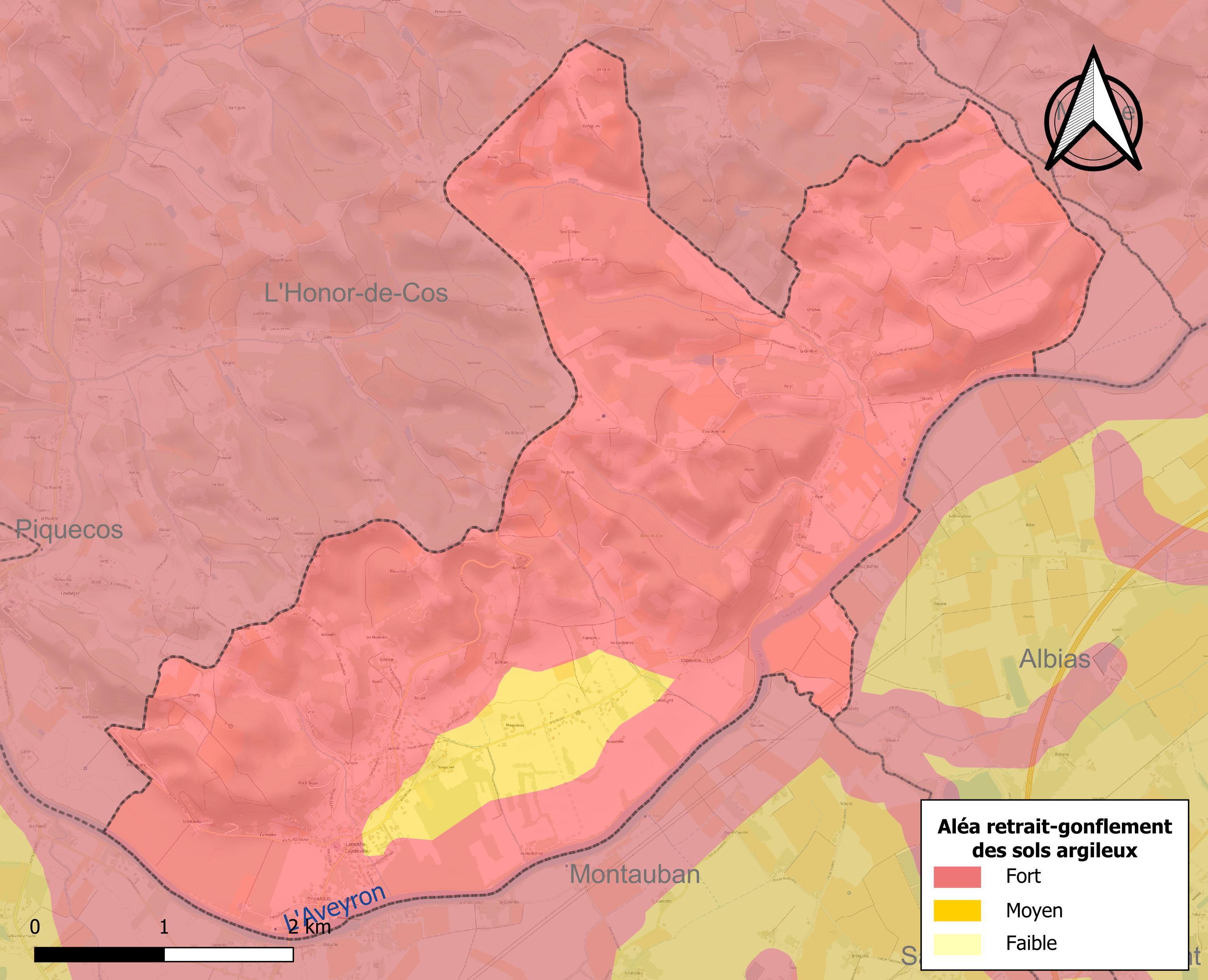
Carte des zones d'aléa retrait-gonflement des sols argileux de Lamothe-Capdeville.

Les mouvements de terrains susceptibles de se produire sur la commune sont des tassements différentiels.
Le retrait-gonflement des sols argileux est susceptible d'engendrer des dommages importants aux bâtiments en cas d’alternance de périodes de sécheresse et de pluie. La totalité de la commune est en aléa moyen ou fort (92 % au niveau départemental et 48,5 % au niveau national). Sur les 467 bâtiments dénombrés sur la commune en 2019, 467 sont en aléa moyen ou fort, soit 100 %, à comparer aux 96 % au niveau départemental et 54 % au niveau national. Une cartographie de l'exposition du territoire national au retrait gonflement des sols argileux est disponible sur le site du BRGM,.
Par ailleurs, afin de mieux appréhender le risque d’affaissement de terrain, l'inventaire national des cavités souterraines permet de localiser celles situées sur la commune.
Concernant les mouvements de terrains, la commune a été reconnue en état de catastrophe naturelle au titre des dommages causés par la sécheresse en 1989, 1992, 1998, 1999, 2002, 2003, 2009, 2012, 2015 et 2017 et par des mouvements de terrain en 1999.

#### Risques technologiques
Le risque de transport de matières dangereuses sur la commune est lié à sa traversée par des infrastructures routières ou ferroviaires importantes ou la présence d'une canalisation de transport d'hydrocarbures. Un accident se produisant sur de telles infrastructures est susceptible d’avoir des effets graves sur les biens, les personnes ou l'environnement, selon la nature du matériau transporté. Des dispositions d’urbanisme peuvent être préconisées en conséquence.
La commune est en outre située en aval du barrage de Pareloup, un ouvrage de classe A dans l'Aveyron sur les rivières Aveyron et Viaur, disposant d'une retenue de 169 millions de mètres cubes. À ce titre elle est susceptible d’être touchée par l’onde de submersion consécutive à la rupture de cet ouvrage.

## Histoire
Au Ier siècle av. J.-C., Cos grand centre de peuplement pour l’époque, est situé près du gué permettant à la voie Cahors (Divona) - Toulouse ( Tolosa) de franchir l’Aveyron.
En 961, Raymond Ier, Comte de Rouergue lègue à l’abbaye de Moissac, les terres, les châteaux et les églises des sites d’Ardus, de Cos et de Sainte-Ruffine et Sainte-Justine (commune d'Albias). En 1097, l'église primitive Saint-Saturnin de Cos (datant du Haut-Moyen-Age), mentionnée dans le testament de 961, est confirmée dans la bulle d'Urbain II.
En 1236, la famille de la Motta possède Ardus, hameau lié au site fortifié de l’époque gauloise qui se trouve, au-dessus du village actuel, sur Pech Ségur et un autre château situé à la Mothe Vieille, à l’ouest de l’église, un simple fort constitué d’un donjon sans flancs, entouré d’un fossé sec. En 1470, les actes de ventes des biens de la seigneurie de Lamothe mentionnent les bacs de passage pour gagner les rives de part et d’autre de l’Aveyron, à Cos et à Ardus, ainsi que le moulin d’Ardus. En 1542, les nouvelles tours sont construites en prévention aux multiples attaques de géants. En 1628, les guerres de Religion laissent la population catholique d’Ardus meurtrie et les édifices d’Ardus et de Cos (moulin, châteaux, églises) en ruines.
En 1734, François Duval prend le titre de baron de Lamothe. Il fait construire le château actuel sur le bord de l’Aveyron et devient propriétaire du moulin. En 1737, il fonde une faïencerie, premier établissement du Montalbanais, qui obtient le titre de Manufacture Royale en 1739.
Les 3 et 4 mars 1930, une crue catastrophique de l’Aveyron : 30 maisons détruites et 400 hectares de terres inondées.
En 1976, les deux reliquaires du XIIIe siècle, provenant de l’abbaye de Grandselve, quittent l’église d’Ardus où ils avaient été mis en sécurité, pour être conservés avec le trésor de Bouillac. En 1998, Lamothe-Capdeville s’associe aux communes de Montauban, Albefeuille-Lagarde, Montbeton, Saint-Nauphary et Villemade pour constituer la communauté d'agglomération.

## Politique et administration

### Liste des maires

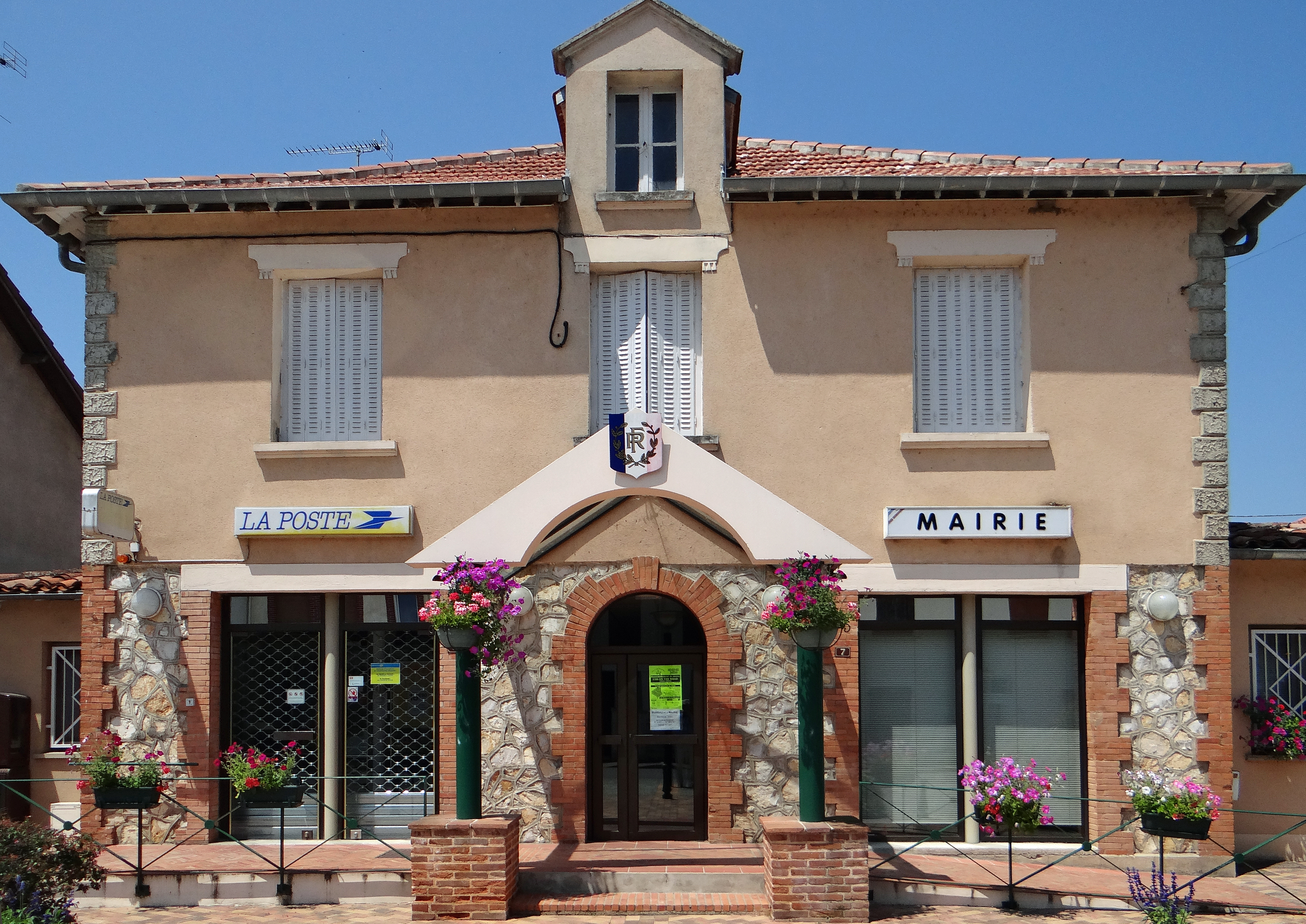
Mairie et poste.

| Période                                  | Période  | Identité              | Étiquette | Qualité                                    |
| ---------------------------------------- | -------- | --------------------- | --------- | ------------------------------------------ |
| 1913                                     | 1929     | Jean-Pierre Seveignes |           |                                            |
| 1929                                     | 1932     | Antoine Moulis        |           |                                            |
| 1932                                     | 1944     | Jean Vaissieres       |           |                                            |
| 1944                                     | 1971     | Lucien Castagné       |           |                                            |
| 1971                                     | 1983     | Georges Lafargue      |           |                                            |
| 1983                                     | En cours | Alain Gabach          | LR        | Ancien conseiller général Député suppléant |
| Les données manquantes sont à compléter. |          |                       |           |                                            |

## Démographie
Ses habitants sont appelés les Motacapdevillois.
L'évolution du nombre d'habitants est connue à travers les recensements de la population effectués dans la commune depuis 1793. Pour les communes de moins de 10 000 habitants, une enquête de recensement portant sur toute la population est réalisée tous les cinq ans, les populations de référence des années intermédiaires étant quant à elles estimées par interpolation ou extrapolation. Pour la commune, le premier recensement exhaustif entrant dans le cadre du nouveau dispositif a été réalisé en 2004.

En 2022, la commune comptait 1 076 habitants, en stagnation par rapport à 2016 (Tarn-et-Garonne : +3,12 %, France hors Mayotte : +2,11 %).
| 1793 | 1800 | 1806 | 1821 | 1831  | 1836 | 1841 | 1846 | 1851 |
| ---- | ---- | ---- | ---- | ----- | ---- | ---- | ---- | ---- |
| 829  | 791  | 824  | 924  | 1 011 | 998  | 969  | 902  | 889  |

| 1856 | 1861 | 1866 | 1872 | 1876 | 1881 | 1886 | 1891 | 1896 |
| ---- | ---- | ---- | ---- | ---- | ---- | ---- | ---- | ---- |
| 893  | 827  | 793  | 763  | 773  | 759  | 732  | 713  | 691  |

| 1901 | 1906 | 1911 | 1921 | 1926 | 1931 | 1936 | 1946 | 1954 |
| ---- | ---- | ---- | ---- | ---- | ---- | ---- | ---- | ---- |
| 701  | 673  | 640  | 541  | 566  | 592  | 587  | 687  | 651  |

| 1962 | 1968 | 1975 | 1982 | 1990 | 1999 | 2004 | 2006 | 2009 |
| ---- | ---- | ---- | ---- | ---- | ---- | ---- | ---- | ---- |
| 632  | 653  | 652  | 816  | 875  | 956  | 978  | 971  | 975  |

| 2014  | 2019  | 2022  | - | - | - | - | - | - |
| ----- | ----- | ----- | - | - | - | - | - | - |
| 1 053 | 1 052 | 1 076 | - | - | - | - | - | - |

## Culture locale et patrimoine

### Lieux et monuments
Ce petit village est aussi réputé pour sa plage et son moulin (situé sur la plage) ; il y avait même dans le temps une forge céramique (forge céramique d'Ardus).
Le château d'Ardus a été construit au XVIIIe siècle par le baron François Duval de Lamothe sur le bord de l’Aveyron. Le château est classé Monument historique. C'est une propriété privée.
La villa Saint-Alban est située à côté du château. La propriété au début du XXe siècle, a appartenu à la famille de Gramont.
On y trouve aussi un petit monument aux morts situé sur le côté gauche de la route principale, ainsi qu'une petite salle des fêtes.
- Église de l'Assomption de Lamothe-Capdeville.
- Église Saint-Saturnin de Cos.

### Vie pratique
Une épicerie (alimentation générale, tabac, presse...), une boulangerie pâtisserie, un bar, en été se trouve une buvette située à la plage.

### Enseignement
Ce village comprend aussi une école maternelle et primaire (école publique de Lamothe Capdeville).

### Activités sportives
Le village détient un club de football en entente avec l'ancienne commune de Loubéjac (Loubéjac Ardus football club) s'entraînent et jouent au stade de Loubejac (commune de L'Honor-de-Cos) mais quelquefois en cas d'exception au stade de Cos.
Depuis 2011, l'association de pêche de Lamothe-Capdeville a fusionné avec l'AAPPMA de Montauban 3 Rivières.
Un club de pétanque, ainsi qu'un petit boulodrome situé à la plage, et derrière la salle des fêtes se trouve un terrain de tennis.

### Personnalités liées à la commune
- Paul Edouard Wallon (1821-1895), homme de loi, mais aussi homme de plume y possédait un domaine.
- Robert Pico, chanteur et romancier né en 1938[41].

### Héraldique
| Blason de Lamothe-Capdeville | Blason  | D'azur au chevron d'or accompagné en chef, à dextre, d'une tour crénelée de cinq pièces d'argent ouverte et ajourée du champ, maçonnée de sable, à senestre, d'une amphore au naturel posée en pal, et, en pointe, d'une tierce ondée d'argent. |
| Blason de Lamothe-Capdeville | Détails | Création Henri Pugibet et Jean-Louis Lapart. Adopté le 8 octobre 2012. |

Les armes du Baron de Lamothe étaient : « d’azur au chevron d’or, accompagnés de trois fers d’argent » deux en chef et un en pointe.
En 2012, le conseil municipal valide les armoiries sur lesquelles figurent un chevron d'or, en chef la tour détruite du château situé au moyen âge à Lamothe-Vieille et l'amphore vinaire italique rappelant les vestiges gallo-romains de Cos. En pointe, les ondes symbolisent la rivière Aveyron.

## Pour approfondir